# Bambusa heterostachya
Bambusa heterostachya är en gräsart som först beskrevs av William Munro, och fick sitt nu gällande namn av Richard Eric Holttum. Bambusa heterostachya ingår i släktet Bambusa och familjen gräs. Inga underarter finns listade i Catalogue of Life.